# Günter Wolfram
Günter Wolfram (* 12. Januar 1930 in Halle (Saale); † 25. April 2004) war ein deutscher Politiker (SPD).

## Leben
Wolfram absolvierte ein Studium der Volkswirtschaftslehre an den Universitäten in Halle und Leipzig, das er als Diplom-Wirtschaftler abschloss. In den Jahren 1953 bis 1965 arbeitete er bei der Erzbergbau Siegerland AG, zuletzt als Direktionsassistent für Sozialwesen. Von 1964 bis 1973 war er Geschäftsführer eines Ingenieurbüros in Hachenburg.
Wolfram trat im Jahr 1955 in die SPD ein und betätigte sich zunächst kommunalpolitisch. Er war seit 1958 Stadtrat in Betzdorf und seit dem Jahr 1960 Kreistagsmitglied im Landkreis Altenkirchen. In den Jahren 1973 bis 1994 war er Bürgermeister der Verbandsgemeinde Daaden und von 1974 bis 1999 Bürgermeister der Ortsgemeinde Daaden. In seine Amtszeit fiel die Sanierung des Daadener Ortskerns.
Bei den Landtagswahlen 1963, 1967 und 1971 wurde Wolfram jeweils als Abgeordneter in den Rheinland-Pfälzischen Landtag gewählt, dem er bis 1975 angehörte. Im Parlament vertrat er den Landtagswahlkreis 1. Als Vorsitzender des Ausschusses für Verwaltungsreform hatte er maßgeblichen Anteil an der Gebietsreform. Bei der Bundestagswahl 1965 kandidierte er auf der Landesliste der SPD Rheinland-Pfalz für den Deutschen Bundestag, errang aber kein Mandat.
Günter Wolfram war verheiratet und hatte zwei Kinder.

## Ehrungen
Wolfram wurde mit dem Verdienstkreuz 1. Klasse der Bundesrepublik Deutschland und dem Ehrenring des Landkreises Altenkirchen ausgezeichnet.

## Würdigungen
Der Günter-Wolfram-Platz in Daaden wurde nach ihm benannt.